# Alfred Szendrei
Alfred Szendrei, auch Alfred Sendrey und Aladár Szendrei (* 29. Februar 1884 in Budapest, Österreich-Ungarn; † 3. März 1976 in Los Angeles), war ein amerikanischer Musikwissenschaftler, Organist, Dirigent, Komponist ungarischer Herkunft. Er war einer der führenden Dirigenten und Pionier des deutschen Rundfunks. Im Exil änderte er seinen ungarischen Familiennamen „Szendrei“ in auf die amerikanisierte Schreibweise „Sendrey“. Alfred Szendrei war verheiratet mit der Sopranistin Eugenie Weisz, die während Gustav Mahlers Direktionszeit an der Wiener Staatsoper auftrat. Der amerikanische Komponist und Dirigent Albert Richard Sendrey ist Sohn des Paares.

## Leben
Szendrei wurde 1884 in einer ungarischen Mittelstands-Familie geboren, sein Vater war Beamter. Alfred lernte ab dem sechsten Lebensjahr Klavier. Auf Wunsch der Eltern studierte er zunächst Rechtswissenschaft an der Corvinus-Universität Budapest. Er studierte von 1900 bis 1905 Musik bei Hans Koessler an der Universität und Königlich-Ungarischen Musikakademie in Budapest. Danach wirkte er als Kapellmeister und Korrepetitor an der Oper Köln (1905–07), in Mülhausen (1907–09), Brünn (1908–11), Philadelphia und Chicago (1911–12), an der Hamburgischen Staatsoper (1912–13), New York City (1913–14), Berlin (1914–16) und Wien (1916–18). Im Ersten Weltkrieg diente er in der Österreich-Ungarischen Armee. Im Jahr 1931 promovierte er an der Universität Leipzig mit der Dissertation „Rundfunk und Musikpflege“ zum Dr. phil. in Musikwissenschaft.
Von 1918 an arbeitete er in Leipzig, ab 1924 als Kapellmeister am Opernhaus Leipzig. Im selben Jahr wurde er Musikdirektor des Mitteldeutschen Rundfunk AG (MIRAG). Außerdem war er erster Dirigent des Leipziger Sinfonieorchesters. Aufgrund des wachsenden Antisemitismus verlor er wegen seiner jüdischen Abstammung jedoch 1931 diesen Posten. Er wurde zuvor u. a. von den Musikwissenschaftlern Herbert Gerigk und Theophil Stengel denunziert. Von 1931 bis 1933 war er Musikdirektor des Berliner Rundfunks und Lehrer am Klindworth-Scharwenka-Konservatorium in Berlin. Nach seiner Emigration nach Frankreich arbeitete er von 1933 bis 1940 als Programmdirektor bei „Radiodiffusion nationale“ in Paris.
Mit dem Überfall der Nationalsozialisten im Mai und Juni 1940 auf Frankreich floh er in die USA. Dort änderte er seinen Namen in Sendrey. Er arbeitete zunächst als Übersetzer für das Außenministerium. Später wurde er von Abraham Binder an das jüdische Gemeindezentrum 92nd Street YMCA in New York City eingeladen. Von 1944 bis 1952 war er Hochschullehrer am Westlake College of Music in Los Angeles. Von 1952 bis 1956 war er Musikdirektor der Fairfax Synogogue und von 1950 bis 1963 Musikdirektor und Organist des Sinai Temple. Ab 1961 war er Professor für Musikwissenschaft (Jüdische Musik) am Jewish Theological Seminary der School of Fine Arts der University of Judaism in Los Angeles. Im Jahr 1967 wurde ihm die Ehrendoktorwürde (Doctor of Humane Letters, Honoris Causa) verliehen.
Sendrey verstarb 1976 im Los Angeles New Hospital. Die Trauerfeier fand unter Anteilnahme der jüdischen Gemeinde im Sinai Temple in Westwood, Los Angeles statt.
Er hinterließ einige beim Berliner Plattenlabel Homocord aufgenommene Schallplatten.

## Kompositionen
Er komponierte mehrere Werke, darunter eine Oper (Der türkisenblaue Garten, Libretto von Rosa Silberer, uraufgeführt 1920 in Leipzig), Orchester- und Kammermusik, Kunstlieder und liturgische Lieder.

## Wissenschaftliche Arbeiten
- Tonkünstler und Rundfunk. Wegner & Flemming, Berlin 1927
- Rundfunk und Musikpflege. Kistner & Siegel, Leipzig 1931
- Dirigierkunde. Breitkopf & Härtel, Leipzig 1932 (3. Auflage 1956)
- Bibliography of Jewish Music. Columbia University Press, New York 1951
- Joseph Achron. Israeli Music Publications, Tel Aviv 1966
- Music in Ancient Israel. Philosophical Library, New York 1969; auf Deutsch: Musik in Alt-Israel. Leipzig 1970
- The Music of the Jews in the Diaspora (up to 1800). T. Yoseloff, New York 1970
- Music in the Social and Religious Life of Antiquity. Fairleigh Dickinson University Press, Rutherford 1974

## Schüler
- Bob Brunner[8]
- Johnny Green
- Henry Mancini
- Lyn Murray
- Nelson Riddle
- Leo Shuken